# San Gabán (distrito)
San Gabán é um distrito do Peru, departamento de Puno, localizada na província de Carabaya.

## Transporte
O distrito de San Gabáné servido pela seguinte rodovia:
- PU-103, que liga a cidade ao distrito de Coasa
- PE-34B, que liga o distrito de Juliaca à cidade de Ayapata[1][2][3]